# Sylvisorex oriundus
Sylvisorex oriundus és una espècie de mamífer de la família de les musaranyes (Soricidae). És endèmica del nord-est de la República Democràtica del Congo, on viu als boscos de plana humits tropicals o subtropicals.
Localitat tipus: Medje (República Democràtica del Congo)